# Nancy Reagan
Pour les articles homonymes, voir Nancy Davis, Davis et Reagan (homonymie).
Nancy Reagan, née Anne Frances Robbins le 6 juillet 1921 à Manhattan (New York) et morte le 6 mars 2016 à Bel Air (Los Angeles), est une femme d'affaires, actrice et personnalité politique américaine. En sa qualité d'épouse du 40e président des États-Unis Ronald Reagan, elle est la Première dame des États-Unis du 20 janvier 1981 au 20 janvier 1989.
Comme son mari, Nancy Reagan est actrice, jouant au cinéma dans douze films, sous son nom de jeune femme « Nancy Davis ».

## Biographie
Anne Frances, dite Nancy Robbins est la fille unique de Kenneth Seymour Robbins (1894-1972) et de l'actrice Edith Luckett (1888-1987). L'année de ses 8 ans, sa mère se remarie avec le neurochirurgien Loyal Davis (1896-1982) qui l'adopte six ans plus tard — l'année de ses 14 ans — et lui donne ainsi son nom de famille. Elle peut désormais s'appeler « Nancy Davis ».
En 1951, alors qu'elle est actrice, elle rencontre Ronald Reagan, alors président de la Screen Actors Guild (SAG). L'année suivante, ils se marient lors d'une cérémonie simple dans une petite église, dans la vallée de San Fernando de Los Angeles. Elle dit plus tard : « Ma vie a vraiment commencé quand j'ai épousé mon mari ». De leur union naissent Patricia Ann Reagan le 21 octobre 1952, auteur à succès sous le nom de Patti Davis, et Ronald Prescott Reagan dit Ron Reagan. le 20 mai 1958. Nancy est également la belle-mère de Maureen Reagan (1941-2001) et de Michael Reagan (né en 1945), les enfants du premier mariage de Ronald avec l'actrice Jane Wyman,,.

Nancy Reagan avec son mari Ronald Reagan et Mère Teresa en 1985.

Formant un couple véritablement fusionnel avec son mari, elle donne durant sa présidence son avis sur certaines nominations de conseillers. Elle milite aussi pour qu'il entame un dégel des relations Est-Ouest, déclarant notamment : « Le monde est trop petit pour que les deux superpuissances ne soient pas en bons termes ». En septembre 1984, alors que le ministre soviétique des Affaires étrangères Andreï Gromyko vient d'être reçu par le président dans le Bureau ovale, elle le convainc de s'entretenir en tête-à-tête avec elle dans le salon Rouge de la Maison-Blanche, où il lui conseille : « Vous lui murmurerez "Peace" à l’oreille chaque nuit », ce à quoi elle réagit avec aplomb, en chuchotant à l'oreille du ministre : « Peace ». Elle intervient aussi pour que Ronald Reagan rencontre le dirigeant soviétique Mikhaïl Gorbatchev, chose faite en novembre 1985 à Genève, où les relations personnelles tissées entre les deux hommes permettent d'établir par la suite, au cours de quatre sommets bilatéraux, une réduction des armes nucléaires entre leurs deux pays.
Après le second mandat de son mari, elle publie son autobiographie, traduite en français, À mon tour, Paris, 1990, et est à ce titre l'invitée d'honneur de l'émission Apostrophes de Bernard Pivot le 11 mai 1990.
Les dernières années de sa vie, elle réside à Bel Air à Los Angeles, là où elle a vécu avec son époux jusqu'à la mort de celui-ci (en 2004 des suites de la maladie d'Alzheimer). En 2005, elle est brièvement hospitalisée après avoir glissé et être tombée dans sa chambre d'hôtel à Londres, alors qu'elle s'y trouvait pour rendre visite à Margaret Thatcher et au prince Charles.
Le 2 janvier 2007, elle assiste aux funérailles de Gerald Ford, lequel était présent à celles de son époux Ronald Reagan mort trois ans plus tôt. Le 3 mai suivant, elle est présente aux côtés du gouverneur de Californie Arnold Schwarzenegger à un meeting réunissant les candidats à l’investiture républicaine pour l'élection présidentielle de 2008.
Elle meurt en 2016, âgée de 94 ans : elle est la troisième ancienne Première dame à avoir vécu le plus longtemps après Bess Truman, morte à 97 ans, et Rosalynn Carter, décédée à 96 ans. Ses obsèques ont lieu le 11 mars 2016 à la bibliothèque présidentielle Ronald-Reagan à Simi Valley en Californie, en présence de nombreuses personnalités du cinéma, de la télévision et de la politique. Elle est ensuite inhumée auprès de son mari, dans le domaine de la bibliothèque.

## Filmographie

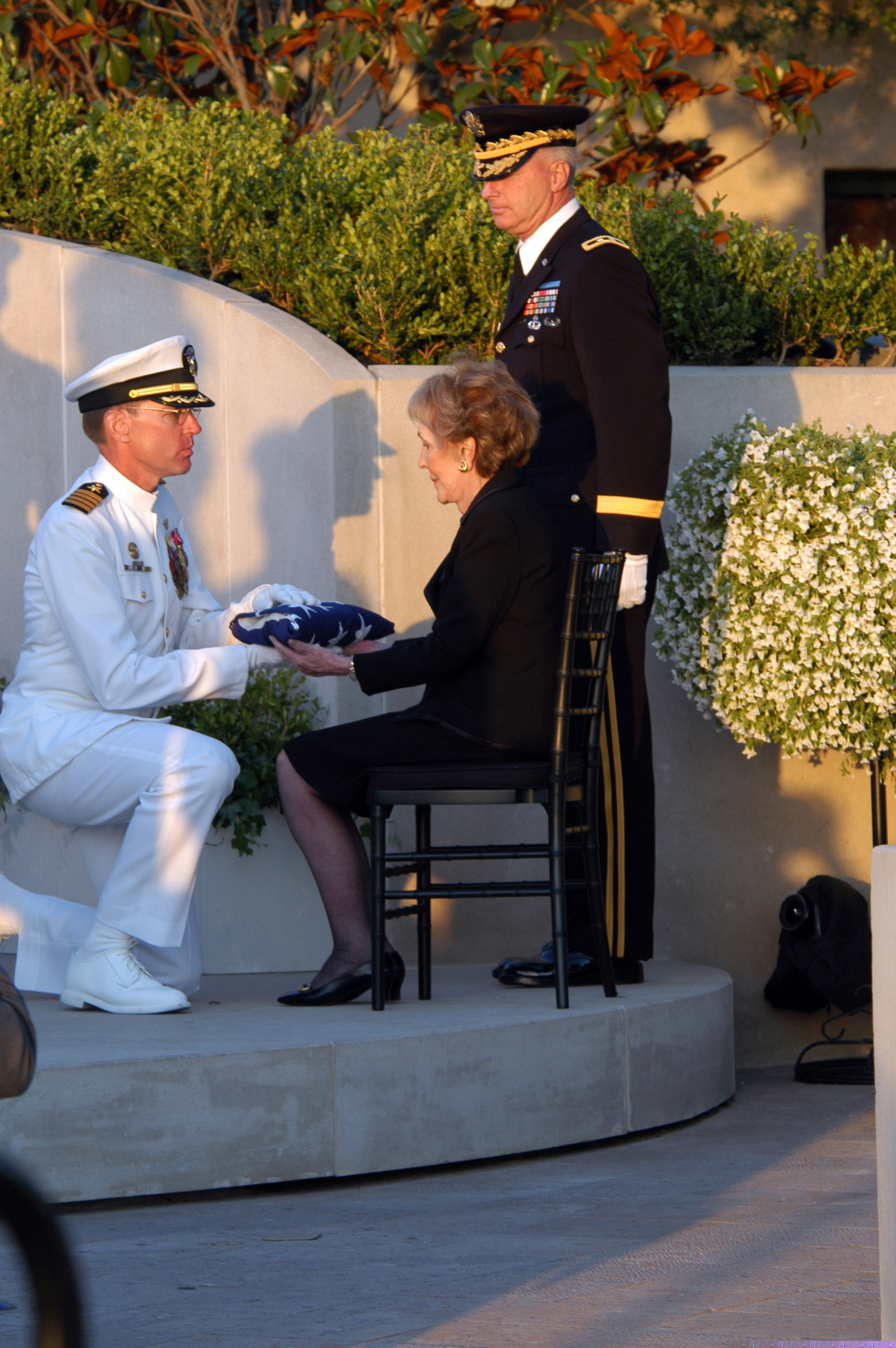
Nancy Reagan, lors des funérailles de son époux, le 11 juin 2004.

- 1948 : Le Portrait de Jennie (Portrait of Jennie) : une jeune fille au musée
- 1949 : Corps et Âme (The Doctor and the Girl) : Mariette Esmond
- 1949 : Ville haute, ville basse (East Side, West Side) : Helen Lee
- 1950 : Shadow on the Wall (en) : Dr Caroline Canford
- 1950 : La Voix que vous allez entendre (The Next Voice You Hear...) : Mrs. Mary Smith
- 1951 : Cœurs enchaînés (Night Into Morning) : Mrs. Katherine Mead
- 1951 : It's a Big Country : Miss Coleman
- 1952 : Talk About a Stranger : Marge Fontaine
- 1952 : Shadow in the Sky (en) de Fred M. Wilcox : Betty Hopke
- 1953 : Donovan's Brain : Janice Cory
- 1957 : Hellcats of the Navy : infirmière-lieutenant Helen Blair
- 1958 : Crash Landing : Helen Williams[7]

## Récompense
Elle reçoit en 1988 le prix Geoffrey-Beene du Conseil des créateurs de mode américains.

## À l'écran
Son personnage apparaît dans plusieurs œuvres audiovisuelles :
- Le Majordome (2013) de Lee Daniels, où son rôle est tenu par l’actrice Jane Fonda
- Reagan (2021) de Sean McNamara, interprétée par Penelope Ann Miller
- La Méthode Williams (2021), de Reinaldo Marcus Green, interprétée par Judith Chapman.